# HANS-skydd

1. HANS-skydd
2. Rem (en per sida)
3. Hjälmankare (en per sida)
4. Axelstöd

HANS-skydd, även kallat HANS-krage, akronym av engelskans Head and Neck Support (svenska: huvud- och nackstöd) är en säkerhetsutrustning som används främst inom bilsporter (formelbil-sport). Utrustningen bärs som ett stöd för nacken som skall minimera riskerna för frakturer i olika skallben, främst tinningbenet, nackbenet och kilbenet, samt undvika pisksnärtsskador vid en påkörning eller kraftig inbromsning.
Skyddet är U-format och spänns fast mot förarens hjälm med hjälp av två remmar på var sida om hjälmen. Skalet är uppbyggt av ett syntetmaterial, t.ex. kolfiber klätt med Nomex eller aramidfiber, och fylls med ett mjukare utfyllnadsmaterial (mjuka elaster) för att göra skyddet mer stabilt. Skyddet bärs över axlarna, under säkerhetsbältet, och spänns ej fast mot bilen.
HANS-skydd har använts i Formel 1 sedan 2003.